# Eden Riegel
Eden Sonja Jane Riegel (Washington D.C., 1 januari 1981) is een Amerikaans actrice en stemactrice. 

## Biografie
Riegel werd geboren in Washington D.C. en groeide op in Virginia. Zij raakte als kind geïnteresseerd in acteren toen zij haar broer Sam zag optreden in het theater. Haar doorbraak kwam toen zij de rol kreeg van Cosette in Les Misérables. Hierna kreeg zij meerdere rollen in off-Broadway toneelstukken. Na het behalen van haar diploma van de Professional Children's School in New York ging zij studeren aan de Harvard-universiteit waarna zij advocaat wilde worden. In 2000 besloot zij echter haar studie te staken en ging als stagiaire aan de slag in het Witte Huis.  
Riegel begon in 1992 met acteren in de film Home Alone 2: Lost in New York, waarna zij nog meerdere rollen speelde in films en televisieseries. Zij is vooral bekend van haar rol als Bianca Montgomery in de televisieserie All My Children, waar zij in 268 afleveringen speelde (2000-2010 en 2013). Hiernaast speelde zij de rol van Heather Stevens in de televisieserie The Young and the Restless, waar zij in 126 afleveringen speelde (2010-2011). Voor haar rol in All My Children werd zij in 2001, 2002, 2004 en 2009 genomineerd voor een Daytime Emmyaward, in 2005 won zij deze award in de categorie Uitstekende Jongere Actrice in een Dramaserie. 
Riegel is in 2007 getrouwd met acteur Andrew Miller met wie zij twee kinderen heeft. 

## Filmografie

### Films
- 2022 Blonde - als Esther
- 2018 Living Room Coffin - als Polly
- 2017 Love at First Glance - als Sharon Rogers
- 2016 ISRA 88 - als Mary Anderson
- 2015 The Lion Guard: Return of the Roar - als Kiara (stem)
- 2014 Teacher of the Year - als Teacher of the Year
- 2012 Trauma Team - als Taylor Rutske
- 2012 Gekijouban Tiger & Bunny: The Beginning - als Kaede Kaburagi (stem)
- 2011 The Painting - als Claire (stem)
- 2011 Monster of the House - als Mona
- 2010 Gekijouban Naruto Shippuuden: Za rosuto tawâ - als Sara (stem)
- 2010 Iris Expanding - als gaste in ochtendshow
- 2009 Year One - als Lilith
- 1999 Henry Hill - als Nicole Hill
- 1999 American Pie - als Sarah
- 1998 The Prince of Egypt - als jonge Miriam (stem)
- 1994 The Frog King - als prinses
- 1993 Best Busy People Video Ever! - als stem
- 1993 Best Learning Songs Video Ever! - als stem
- 1992 Home Alone 2: Lost in New York - als koorlid

### Televisieseries
Uitgezonderd eenmalige gastrollen.
- 2020-2023 The Owl House - als Boscha (stem) - 19 afl.
- 2011 Tiger & Bunny - als Kaede (stem) - 22 afl.
- 2021-2022 The Ghost and Molly McGee - als diverse stemmen - 8 afl.
- 2019-2022 Amphibia - als Lydia (stem) - 27 afl.
- 2016-2019 The Lion Guard - als Kiara (stem) - 12 afl.
- 2017-2019 Tangled - als stem - 2 afl.
- 2017 Valt the Wonder Deer - als Alia (stem) - 52 afl.
- 2017 Pickle and Peanut - als stem - 2 afl.
- 2016 Youthful Daze - als Natalie Cardin - 78 afl.
- 2015 Club 5150 - als Seven - 4 afl.
- 2000-2013 All My Children - als Bianca Montgomery - 268 afl.
- 2011 Tiger & Bunny - als Kaede Kaburagi (stem) - 5 afl.
- 2010-2011 The Young and the Restless - als Heather Stevens - 126 afl.
- 2010 Iron Man: Armored Adventures - als Engelstalige stem - 11 afl.
- 2008-2009 Imaginary Bitches - als Eden - 14 afl.
- 2008-2009 Bleach - als Rurichiyo Kasumioji (Engelstalige stem) - 17 afl.
- 2008 Cooking to Get Lucky - als ?? - 5 afl.
- 2004-2005 One Life to Live - als Bianca Montgomery - 3 afl.
- 1995-1997 New York Undercover - als Megan Cooper - 2 afl.
- 1993-1994 Sailor Moon - als Koan (Engelstalige stem) - 9 afl.

### Computerspellen
Selectie:
- 2020 Crash Bandicoot 4: It's About Time - als Coco Bandicoot
- 2019 Fire Emblem: Three Houses - als Fleche
- 2019 Dead or Alive 6 - als Hitomi
- 2018 Monster Hunter: World - als stem
- 2017 NieR: Automata - als Devola / Popola
- 2017 Fire Emblem Heroes - als Genny
- 2016 Final Fantasy XV - als Iris Amicitia
- 2015 Saints Row: Gat Out of Hell - als Jane Austen / demonen
- 2013 Saints Row IV - als verteller
- 2012 Call of Duty: Black Ops II - als Jane McKnight / Josefina
- 2012 Resident Evil 6 - als Sherry Birkin
- 2012 Dead or Alive 5 - als Hitomi
- 2012 Fire Emblem: Awakening - als Sumia / Nah
- 2012 Resident Evil: Operation Raccoon City - als Sherry Birkin
- 2011 Final Fantasy XII-2 - als stem
- 2011 Dead or Alive Dimensions - als Hitomi
- 2010 Dead or Alive Paradise - als Hitomi
- 2009 Final Fantasy XIII - als stem

- Library of Congress Control Number: no99008063
- MusicBrainz: 657b3bf7-7d25-44c4-990a-79b6d33dac26
- Nationale Bibliotheek van Israël: 987007583231605171
- Virtual International Authority File: 53778828
- WorldCat: E39PBJw8TGbRgdt64WYQPx6tKd